# フランコクラティア

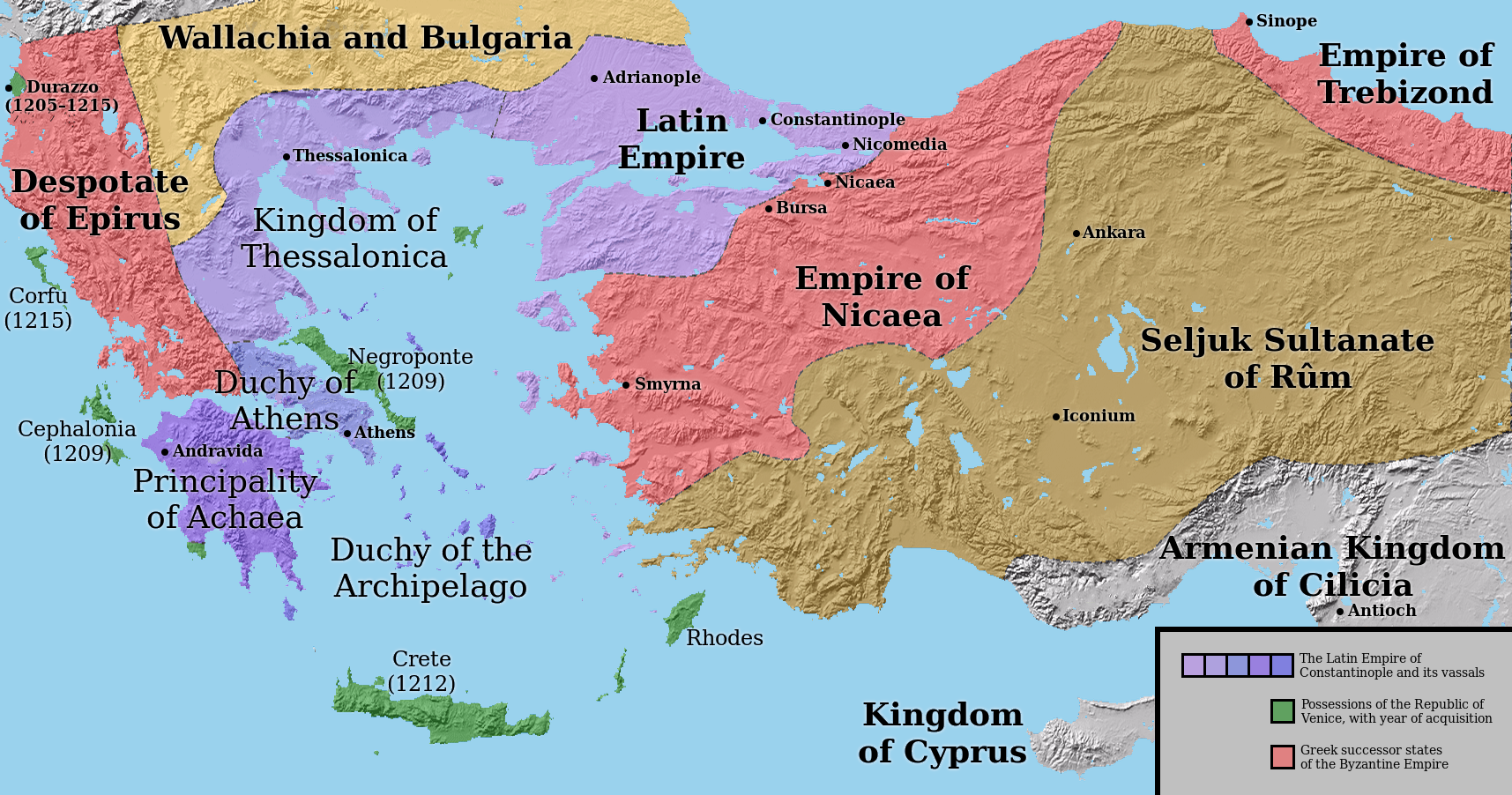
第4次十字軍によるビザンツ帝国滅亡（1204年）

南ギリシアのギリシア・ラテン諸国（1210年ごろ）

オスマン帝国によるビザンツ帝国滅亡直前のラテン人・ギリシア人国家（1450年ごろ）

フランコクラティア（ギリシャ語: Φραγκοκρατία, ラテン文字転写: Phrankokratía）またはラティノクラティア（ギリシャ語: Λατινοκρατία, ラテン文字転写: Latinokratía）は、ギリシア史上、1204年の第4次十字軍以降に旧ビザンツ帝国領に形成されたフランス系・イタリア系の十字軍国家の総称。
それぞれ「フランク人の支配」、「ラテン人の支配」を意味する。
また特にヴェネツィア共和国の植民地を指してヴェネトクラティア（ギリシャ語: Βενετοκρατία, ラテン文字転写: Venetokratía）またはエネトクラティア（ギリシャ語: Ενετοκρατία, ラテン文字転写: Enetokratia）という語が用いられることもある。

## 概要
ギリシア正教圏のギリシア人は、フランス（フランク）人、ノルマン人、ヴェネツィア人らカトリック教徒を「ラテン人」と呼んだ。フランコクラティアという語の指す範囲は曖昧である。当初は十字軍国家の様相が強かったものでも、次第に支配層が入れ替わったりギリシア人に再征服されたりした例が多いからである。
ほとんどのフランコクラティアは、一度復活したビザンツ帝国と同様、14世紀から16世紀の間にオスマン帝国に併呑された。これ以降のオスマン帝国による支配はトルコクラティアと呼ばれる。なお、イオニア諸島やヴェネツィア支配下の一部の要塞島は、19世紀まで独立を保った。

## フランク・ラテン十字軍国家
- ラテン帝国 (1204年–1261年) コンスタンティノープルを首都とし、トラキアとビテュニアを支配した。その支配下には、西欧の封建制と同様に多数の十字軍封建国家が成立した。ビザンツ亡命政権との戦いで次第に領土を失い、1261年にニカイア帝国の将軍アレクシオス・ストラテゴポウロスにコンスタンティノープルを奪還され滅亡した。
  - フィリッポポリス公国 (1204年 – 1230年以降)：北トラキアに置かれた公国。第二次ブルガリア帝国によって奪取された。
  - リムノス島：ラテン帝国のレーエンとして、1207年からヴェネツィア人が統治。支配者は大公（メガス・ドゥクス）の称号を与えられた。1278年にビザンツ帝国に再征服される。
  - テッサロニキ王国 (1205年–1224年)：モンフェッラート侯のもとでマケドニアとテッサリアを支配。第二次ブルガリア帝国の圧迫を受け、最終的にエピロス専制侯国に征服された。
  - サロナ伯国 (1205年–1410年)：テッサロニキ王国の属国としてサロナ（現アンフィサ）に成立。、後にアカイア公国の支配下にはいる。14世紀にはカタルーニャ人、次いでナバラ人が支配するが、1403年に聖ヨハネ騎士団に売却された。1410年、オスマン帝国に征服された。
  - ボドニツァ辺境伯国 (1204年–1414年)：サロナ伯国と同様、テッサロニキ王国の属国として生まれアカイア公国に移る。1335年にヴェネツィアのジョルジ家が権力を握り、1414年にオスマン帝国に征服されるまで支配した。
  - アカイア公国 (1205年–1432年)：モレアスとペロポネソス半島を支配。ギリシアの十字軍国家の中でも特に強勢を誇り、ラテン帝国滅亡後も勢力を維持した。ビザンツ帝国系のモレアス専制公領と対立し、次第にこれに飲み込まれていった。1205年から1388年の間にはアルゴス・ナフプリオ領を影響下に置いていた。
  - アテネ公国 (1205–1458)：テーバイとアテネを首都とし、アッティカ、ボイオーティア、南テッサリアを支配した。1311年、カタルーニャ傭兵団にアルミロスの戦いで敗れて征服され、1388年にフィレンツェ共和国のアッチャイオーリ家の手にわたり、1456年にオスマン帝国に征服まで存続した。
  - ナクソス公国または群島公国 (1207年–1579年)：サヌード家によって建国され、キクラデス諸島のほとんどを支配した。1383年にクリスポ家が支配権を手に入れた。1537年にオスマン帝国の属国となり、1579年に完全に併合された。
  - ネグロポンテ三頭政治国 (1205年–1470年)：ネグロポンテ（現エヴィア島）を支配。テッサロニキ王国の属国として成立し、のちアカイア公国に移る。統治にあたっていた3人の男爵が分裂したことでヴェネツィアの介入を招き、1390年までにその直接支配下に入った。オスマン・ヴェネツィア戦争中の1470年にオスマン帝国に征服された。
- ケファロニア・ザキントス宮中伯国 (1185年–1479年)：イオニア諸島のケファロニア島、ザキントス島、イタカ島に成立し、1300年ごろからレフカダ島を加えた。シチリア王国の属国として成立し、1195年から1335年までオルシーニ家が支配した。短期間のアンジュー家の支配ののち1357年にトッコ家の手に渡った。1479年にヴェネツィアとオスマン帝国により分割された。
- ロドス騎士団 (1310年 - 1522年)：聖地の騎士団だった聖ヨハネ騎士団が、ビザンツ帝国領だったロドス島を始めとしたドデカネス諸島を奪取して独立した。1522年のロドス包囲戦でオスマン帝国に敗れ退去。
- ジェノヴァ共和国はビザンツ帝国と協調しつつ、エーゲ海に植民地を作った。
  - ガッティルシ家は、ビザンツ帝国の宗主権を認めレスボス島 (1355年–1462年)、レムノス島、タソス島 (1414年–1462年) 、サモトラキ島 (1355年–1457年)、アイノス (現エネズ、1376年–1456年).
  - キオス島 (1304年-1330年)：ザッカリア家による支配。短期間のビザンツ帝国支配ののち、1346年からキオ・フォケア会社の統治下に入った。1566年にオスマン帝国に征服された。
- ヴェネツィア共和国はギリシアに多数の植民地を築き、スタート・ダ・マールの一部を形成した。その中には、1797年のヴェネツィア滅亡まで存続したものもあった。
  - カンディア王国 (1211–1669)[1]：ヴェネツィア領クレタ島。共和国最重要の植民地であった。何度かギリシア人の反乱が発生したが鎮圧され、クレタ戦争（英語版）の末の1669年にオスマン帝国に奪取された[2]。
  - コルフ島 (1207年–1214年、1386年–1797年)：第4次十字軍ののち、ジェノヴァ人が支配していた島をヴェネツィアが奪取した。間もなくエピロス専制侯国に奪還され、後にシチリア王国が占領するが、1386年に再びヴェネツィア領となり、本国滅亡までその領土としてとどまった。
  - レフカダ島 (1684年–1797年)：もとケファロニア・ザキントス宮中伯国およびエピロス専制侯国の領土で、1479年にオスマン帝国が占領した。1684年、モレアス戦争中にヴェネツィアが奪取した。
  - ザキントス島 (1479年–1797年)：ケファロニア・ザキントス宮中伯国、エピロス専制侯国の領土だったが、1479年にヴェネツィアが奪取した。
  - ケファロニア島・イタカ島 (1500年–1797年)ケファロニア・ザキントス宮中伯国、エピロス専制侯国の領土だったが、1479年にオスマン帝国に征服されたのち、1500年12月のサン・ジョルジオ城包囲戦（英語版）でヴェネツィアが奪取した[3]。
  - ティノス島・ミコノス島 (1390年-1715年)：1390年にヴェネツィアに譲渡された[4]。1715年にオスマン帝国が獲得した。
  - ペロポネソス半島の沿岸城塞およびギリシア本土
    - モドン(現メソニ)、コロン(現コロニ) (1207年-1500年8月)：1209年のサピエンツァ条約でアカイア公国に領有を認めさせた[5]。オスマン・ヴェネツィア戦争中の1500年8月にオスマン帝国に征服された[6]。
    - ナフプリオ (ナポリ・ディ・ロマニア)：アルゴス・ナフプリオから1388年に購入[7]。1540年にオスマン帝国に征服された[8]。
    - アルゴス (1394年6月-1462年)：1388年にアルゴス・ナフプリオから購入したが、モレアス専制侯国に占領され、実際の支配がはじまったのは1394年である[7]。1462年にオスマン帝国に征服された[9]。
    - アテネ (1394年-1402/3年)：アテネ公ナリオ1世の後継者から獲得したが、これにとってかわった庶子のアントニノ1世に1402/3年に奪還された。1405年にヴェネツィアは条約を結んでこれを認めた[10]。
    - パルガ (1401年-1797年)：コルフ島と同様に独立性が高く、1797年の本国滅亡まで存続した。その後オスマン帝国領となるが、1819年にテペデレンリ・アリー・パシャによってイギリスに割譲された[4]。
    - レパント (現ナフパクトス、1407年-1540年)：1390年にヴェネツィアの提督が一時的に占領した。1394年に住民がヴェネツィアへの割譲を求めたが、拒否された。1407年にアルバニア人の支配者パウルス・スパータによってヴェネツィアに売却された[11][12]。1540年、オスマン帝国に征服された[8]。
    - パトラ (1408年-1413年、1417年-1419年)：パトラ大司教から毎年1000ドゥカートの支払いと引き換えに短期間租借した[13][14]。
    - 北スポラデス諸島 (1453年-1538年)：ビザンツ帝国領だったが、コンスタンティノープルの陥落以降ヴェネツィアが支配した。1538年にオスマン帝国のバルバロス・ハイレッディンに征服された。
    - モネンバシア (1460年-1540年)：ビザンツ帝国領でオスマン帝国の支配がまだ及ばなかった1460年に、ヴェネツィアの支配を受け入れた。1540年にオスマン帝国に征服された[15]。
    - ボニッツァ (1684年-1797年)：イオニア諸島の飛び地として本国滅亡まで存続した。
    - プレヴェザ：モレア戦争（英語版）中にオスマン帝国に奪われたが、1717年に回復し、イオニア諸島の飛び地として本国滅亡まで存続した。

  - ペロポネソス半島：1680年代にモレア戦争で全土を占領し、モレア王国を建設したが、1715年にオスマン帝国に再征服された。

## ギャラリー

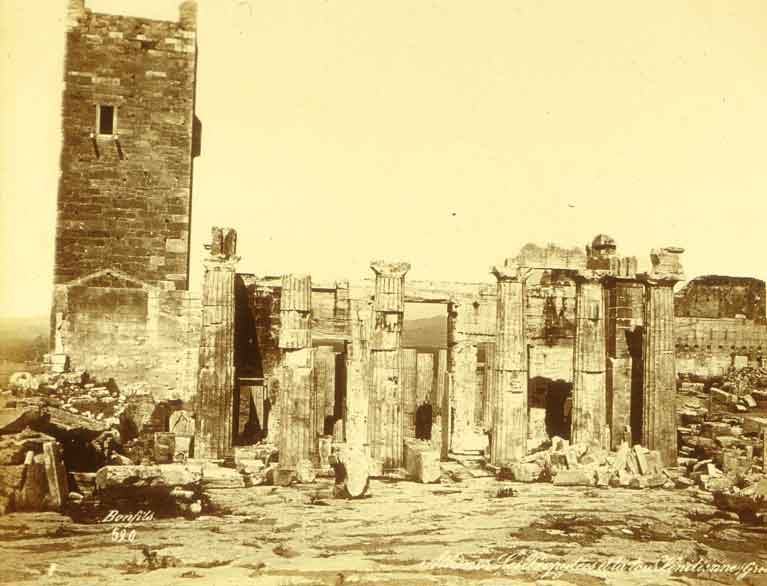
アテネのアクロポリスの「フランク人の塔」。撮影後の1874年に解体された。
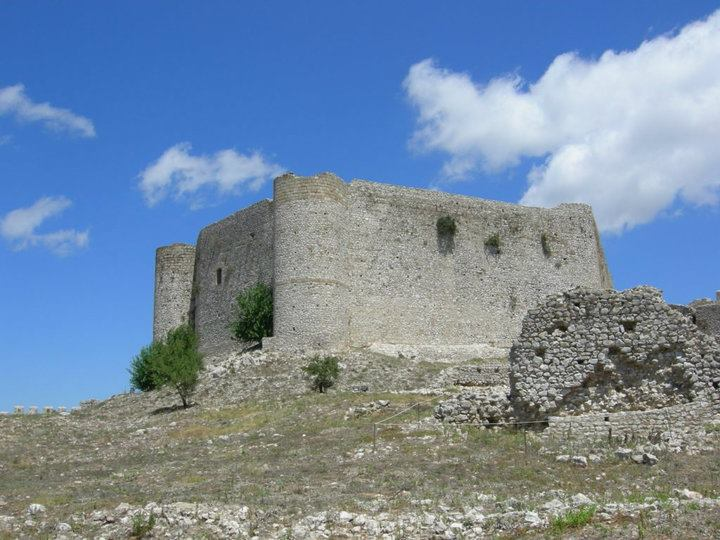
フレムツィ城
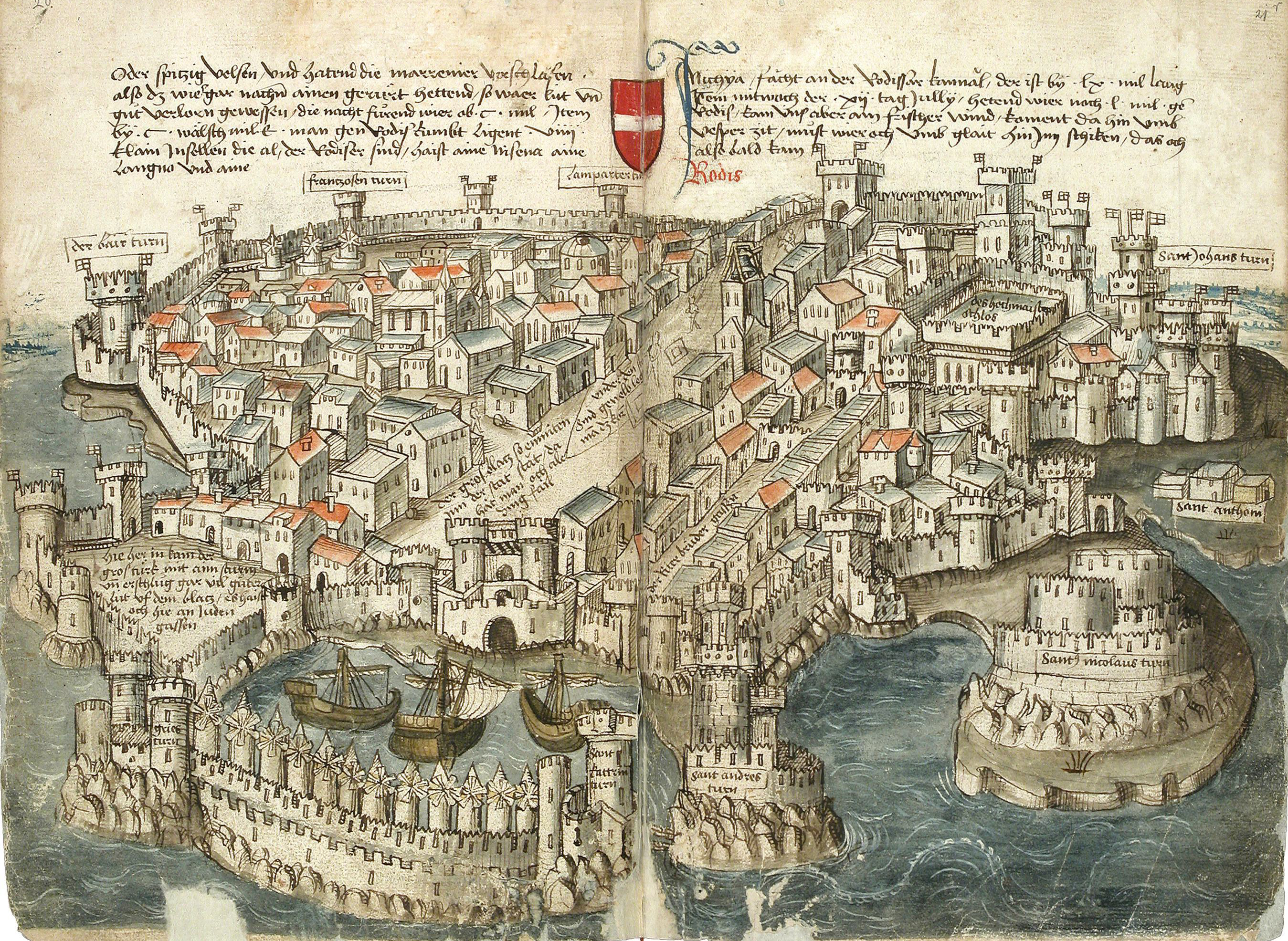
ロドス市、1490年ごろ
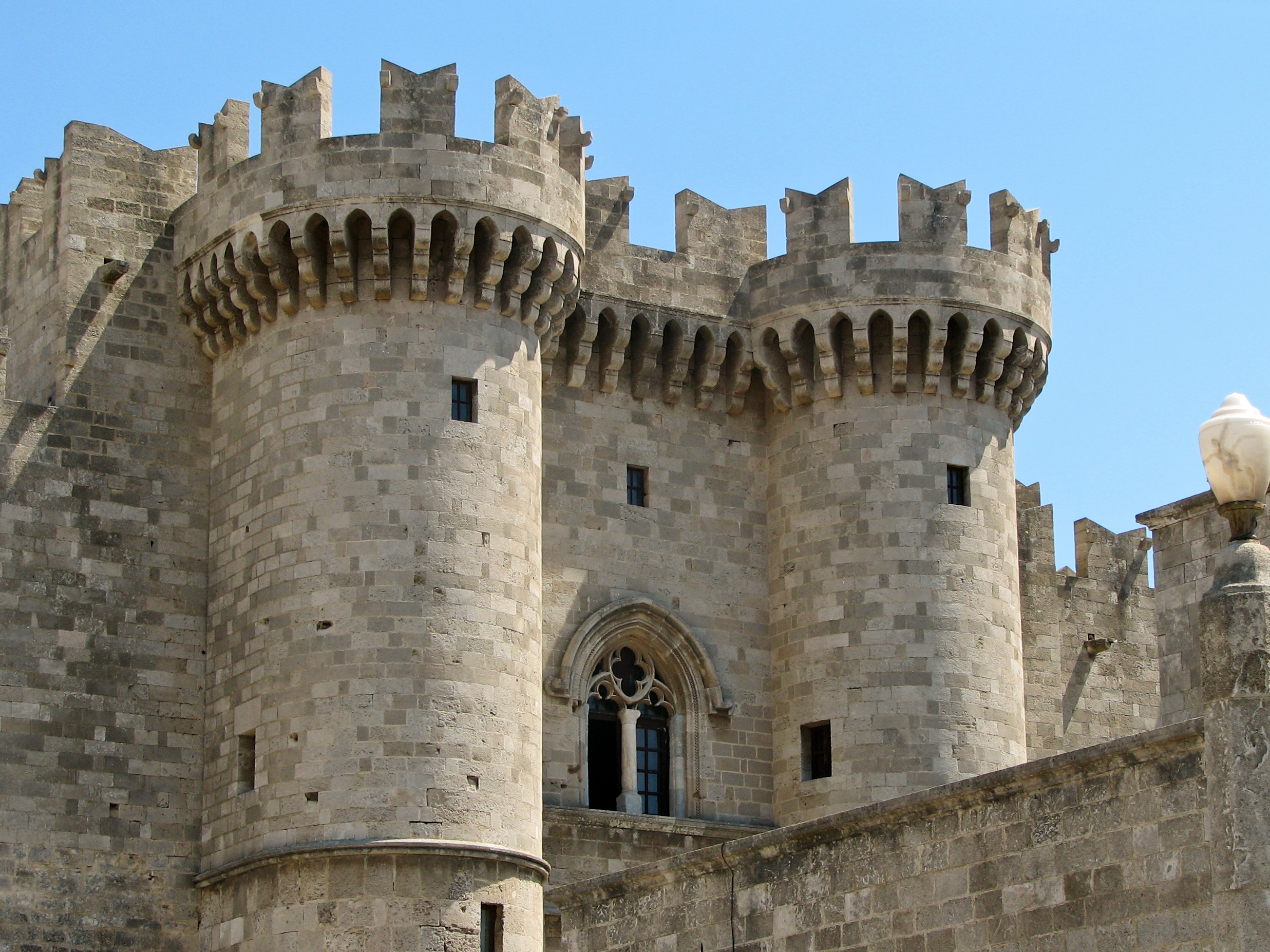
ロドス島の騎士団総長の館
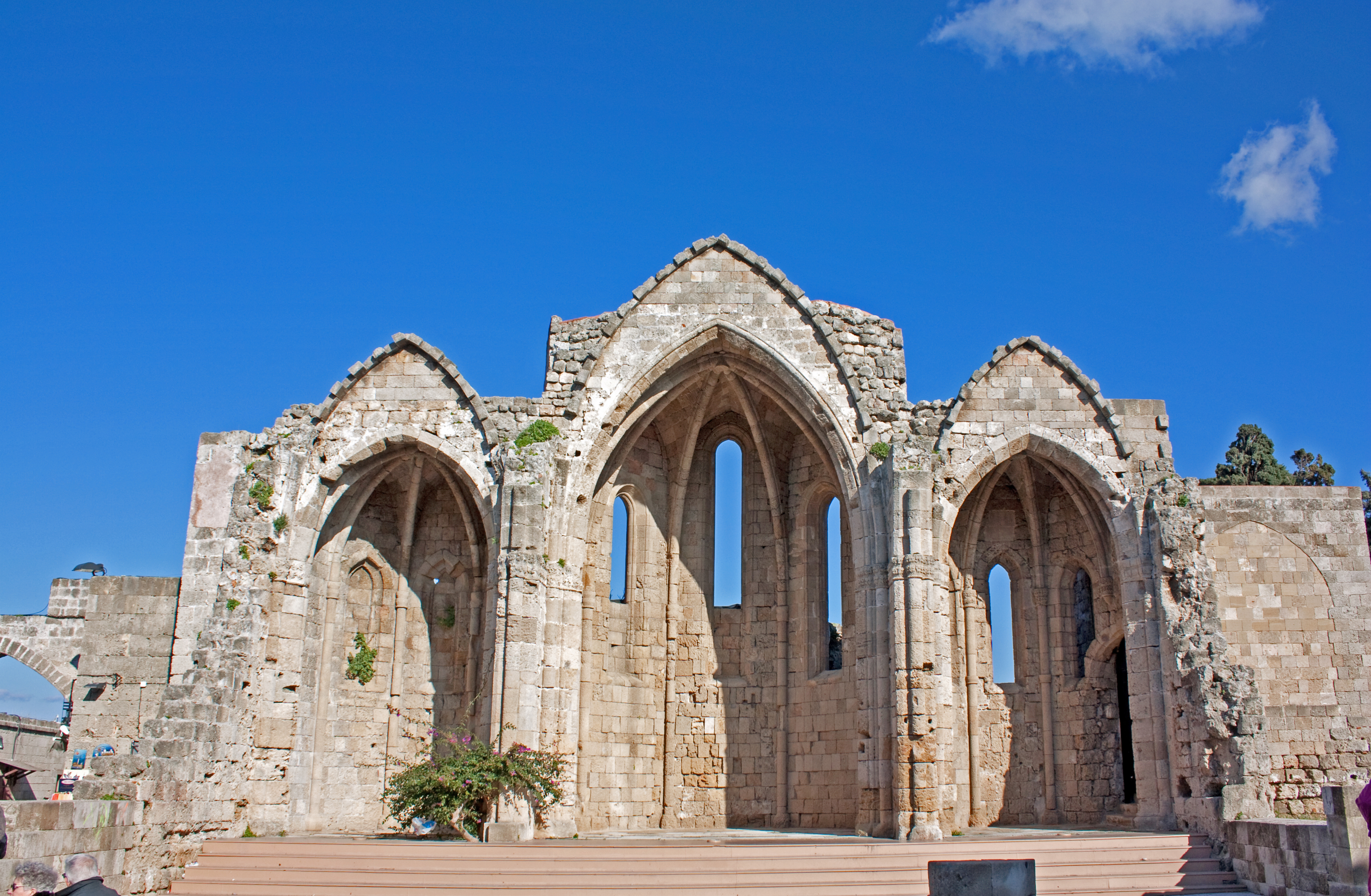
ロドスの処女教会
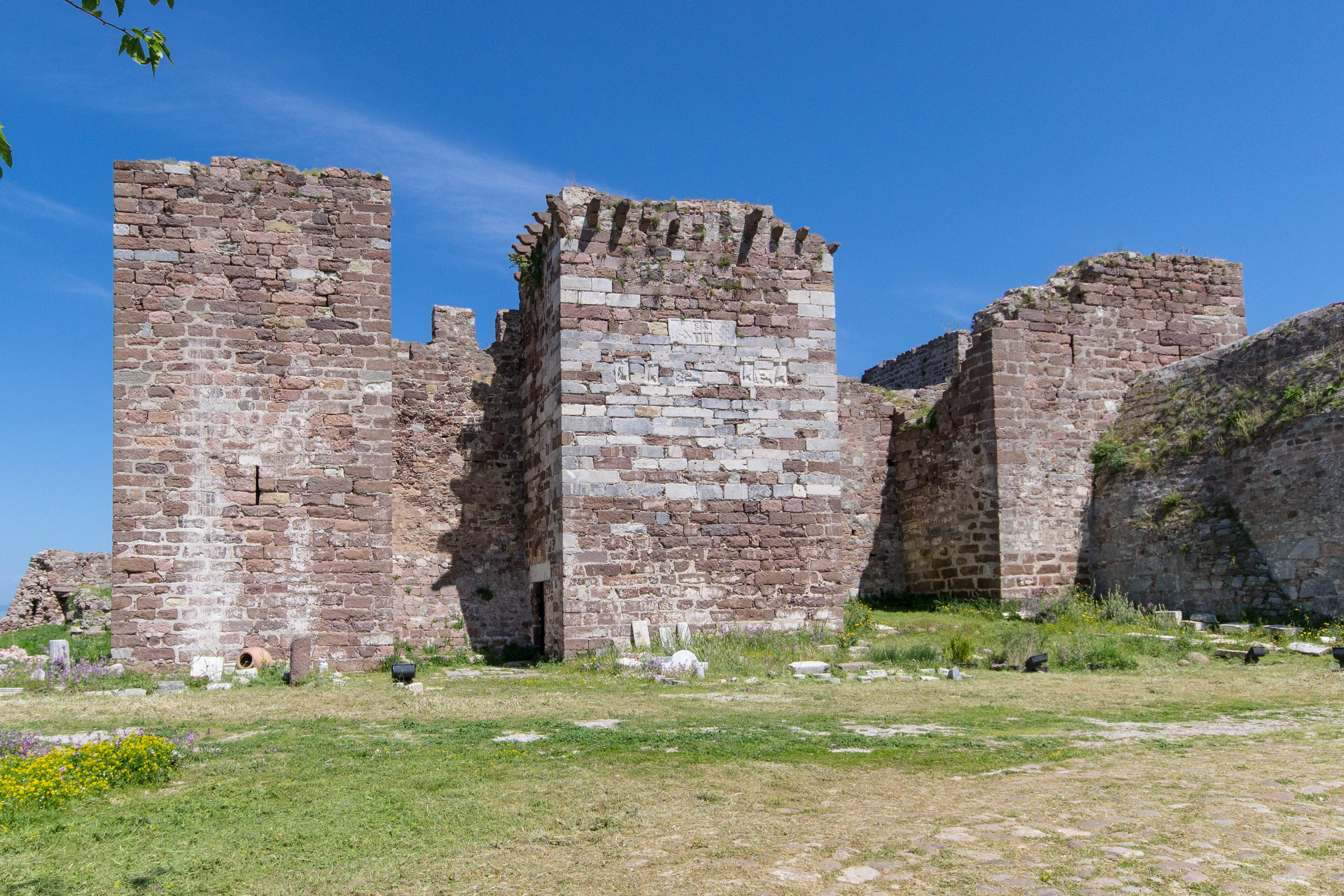
ジェノヴァのミティリーニ城
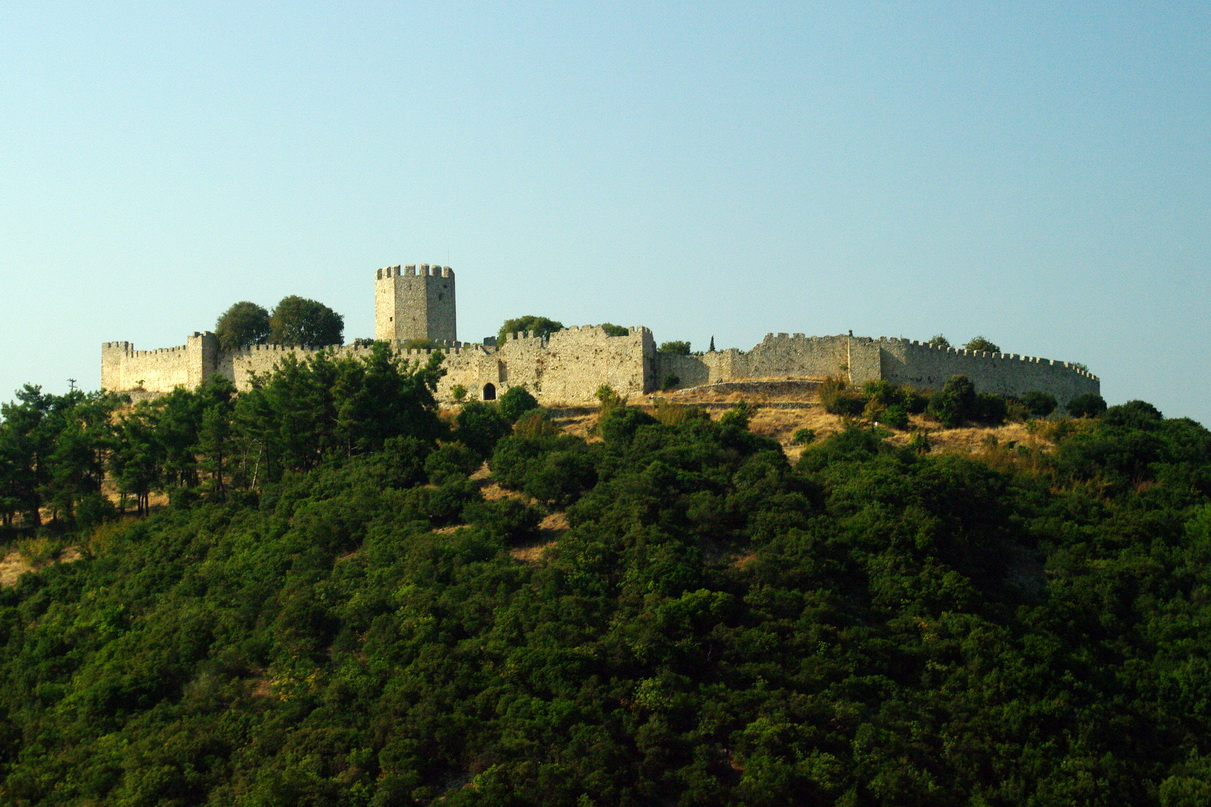
プラタモナス城

ヴェネツィアの東地中海植民地 ( - 1797年)

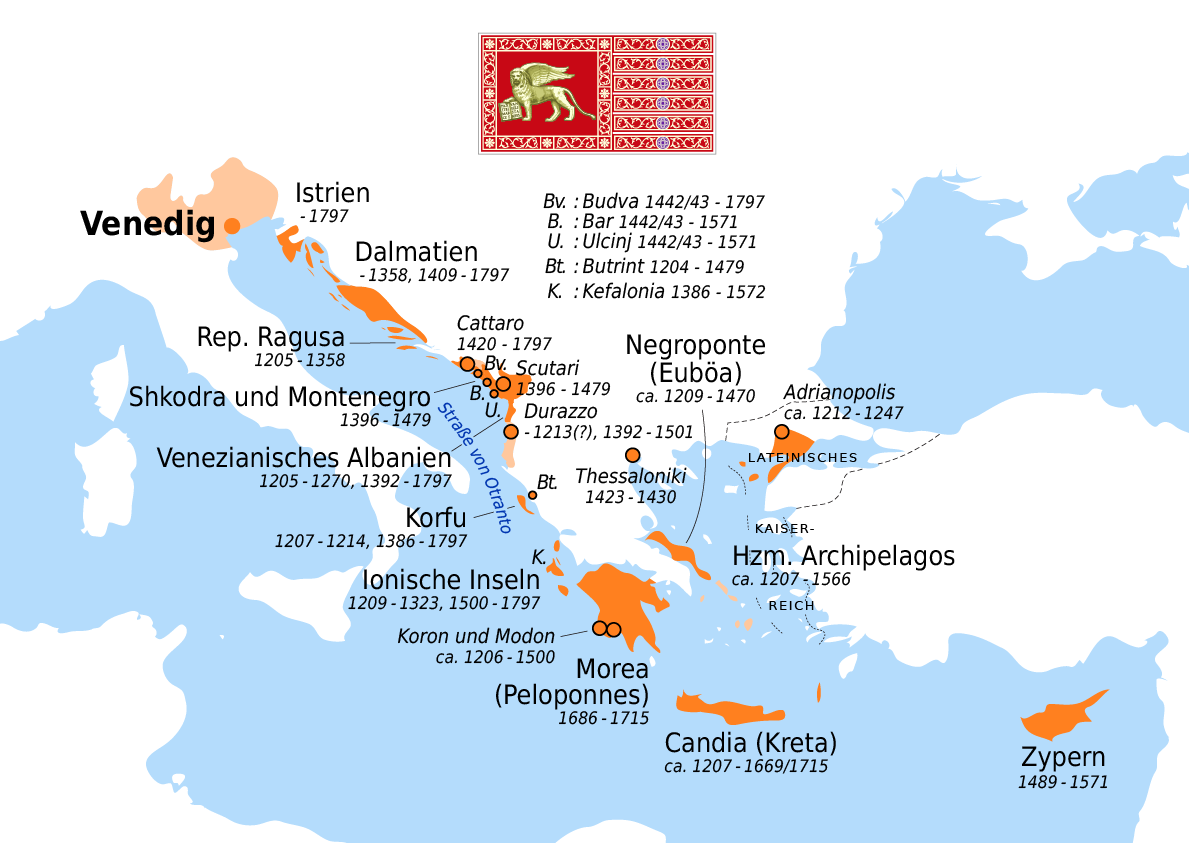
ヴェネツィア共和国の海外植民地（スタート・ダ・マール）
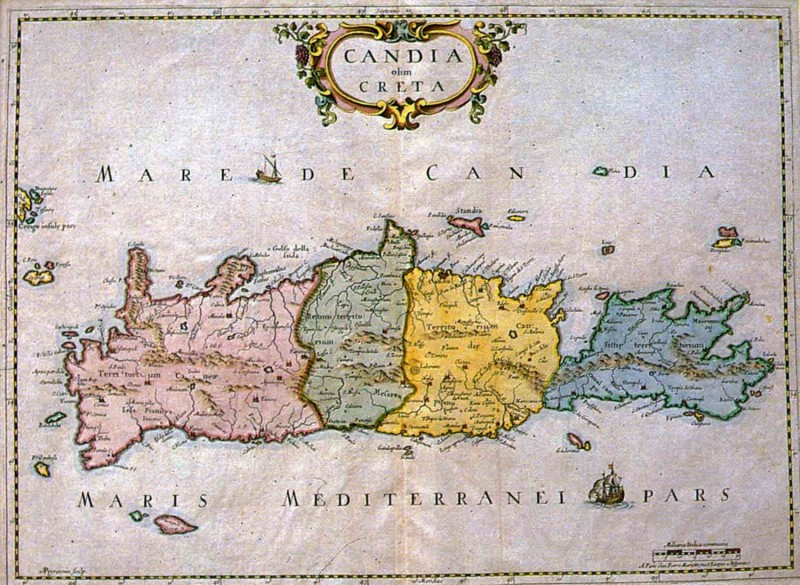
カンディア王国の地図
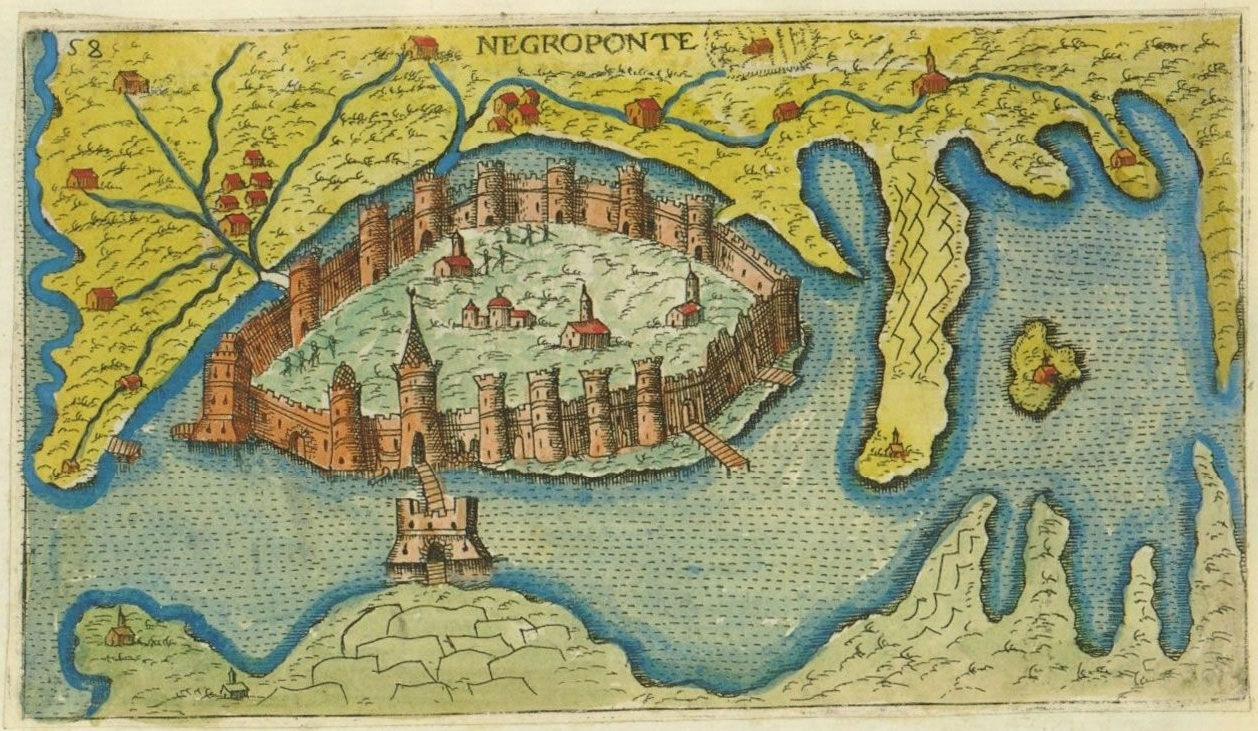
ヴェネツィアによるネグロポンテの地図
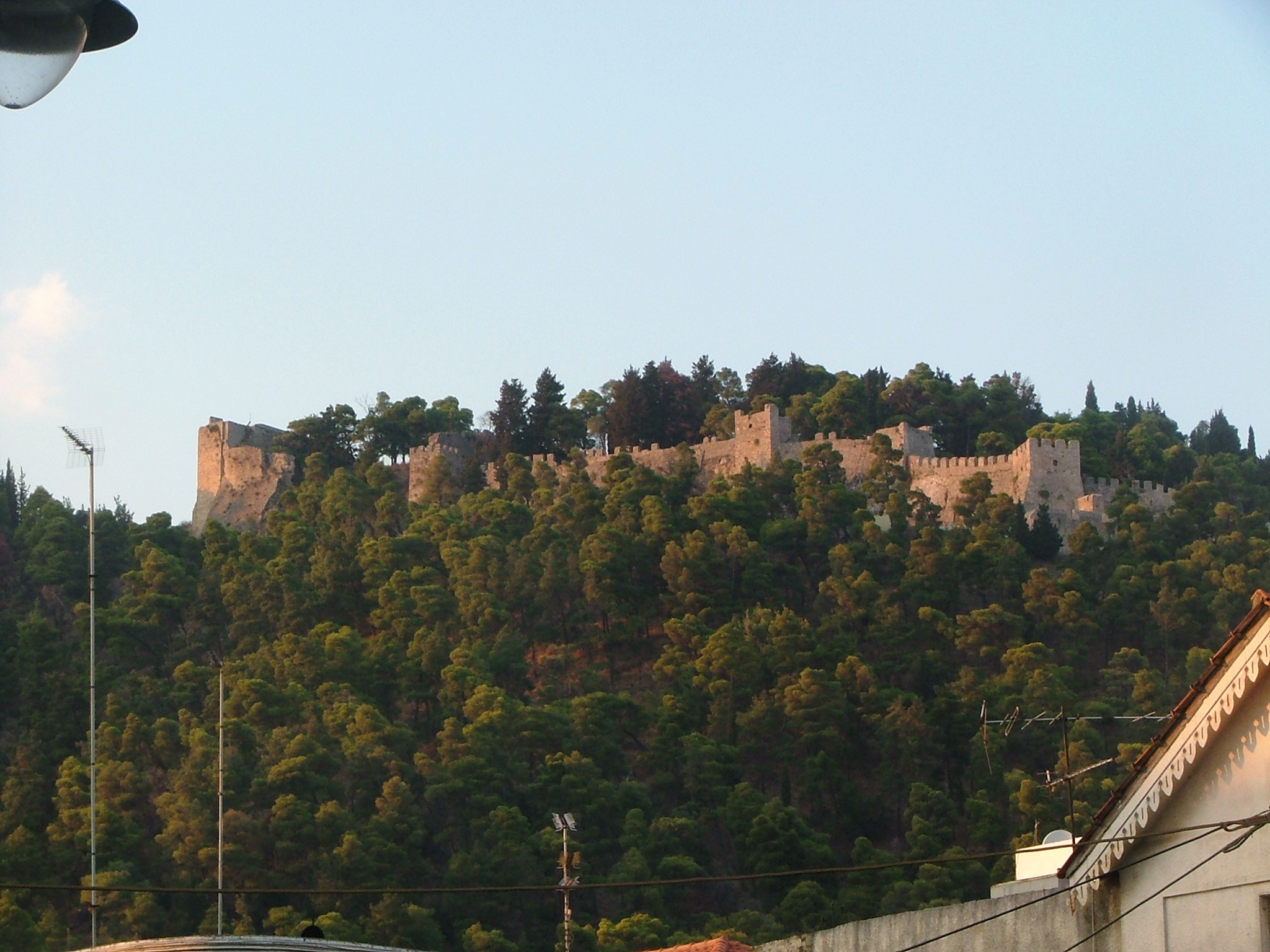
ナフパクトス要塞
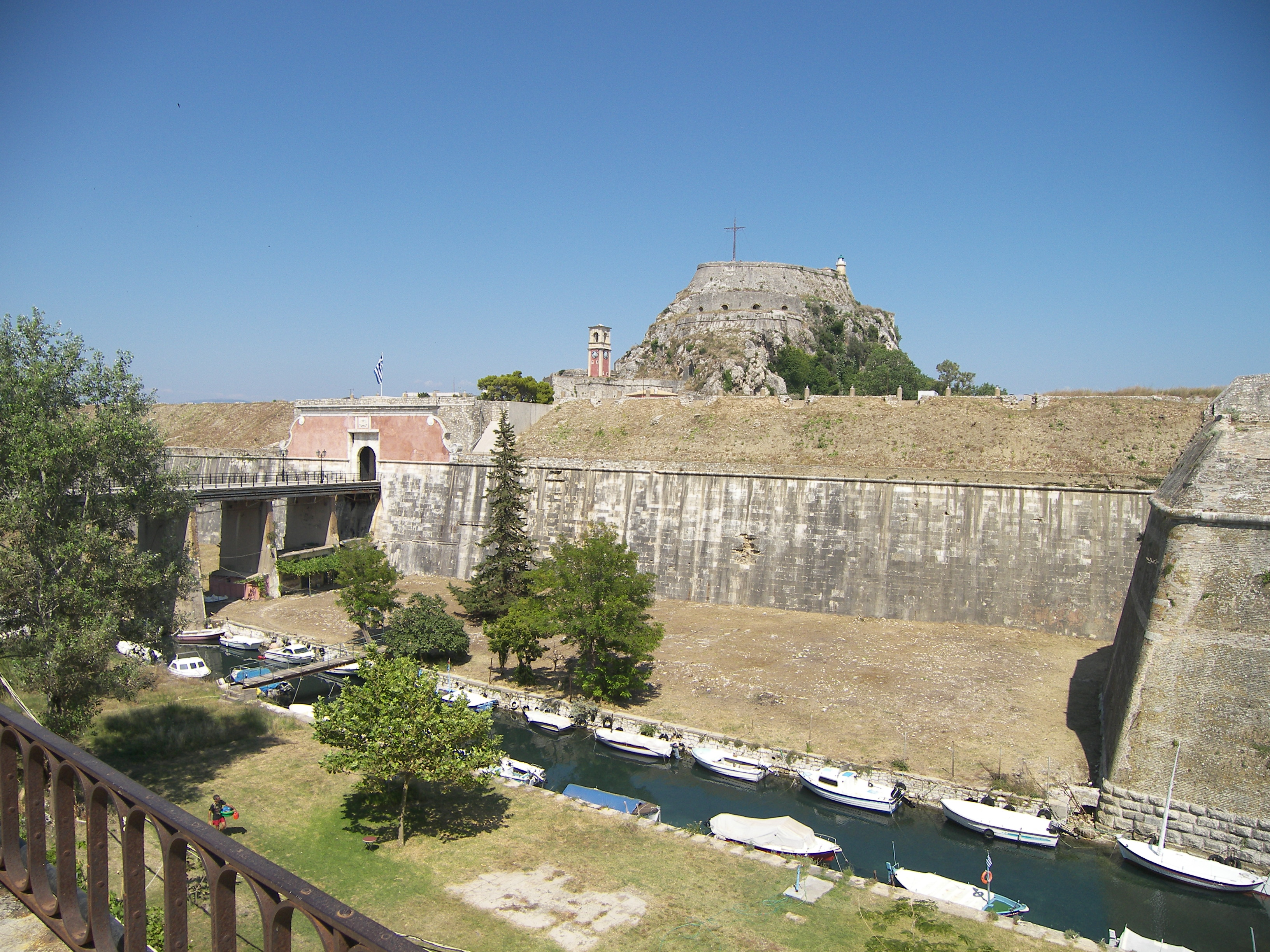
コルフの古城
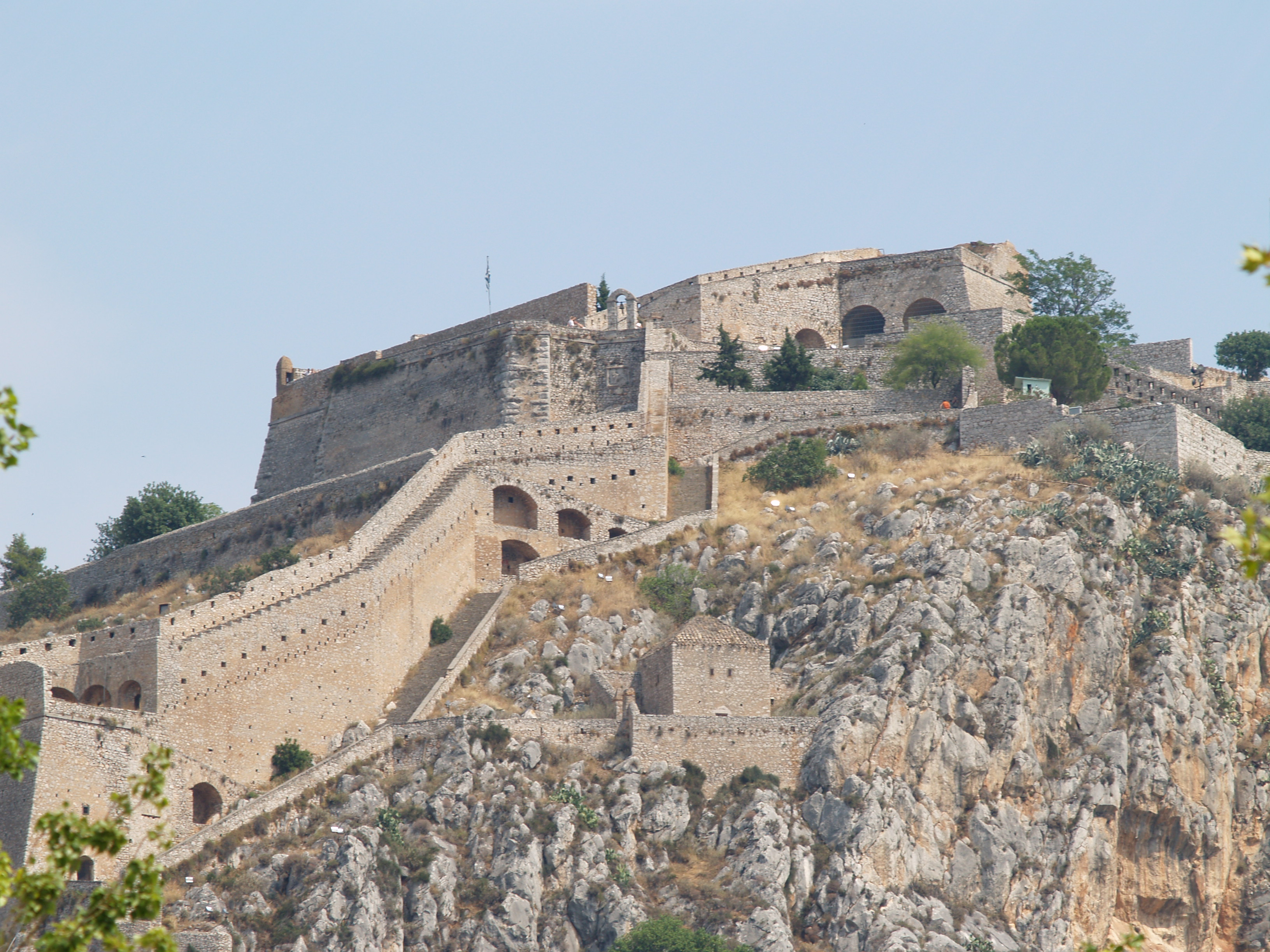
パラミディ要塞、ナフプリオ
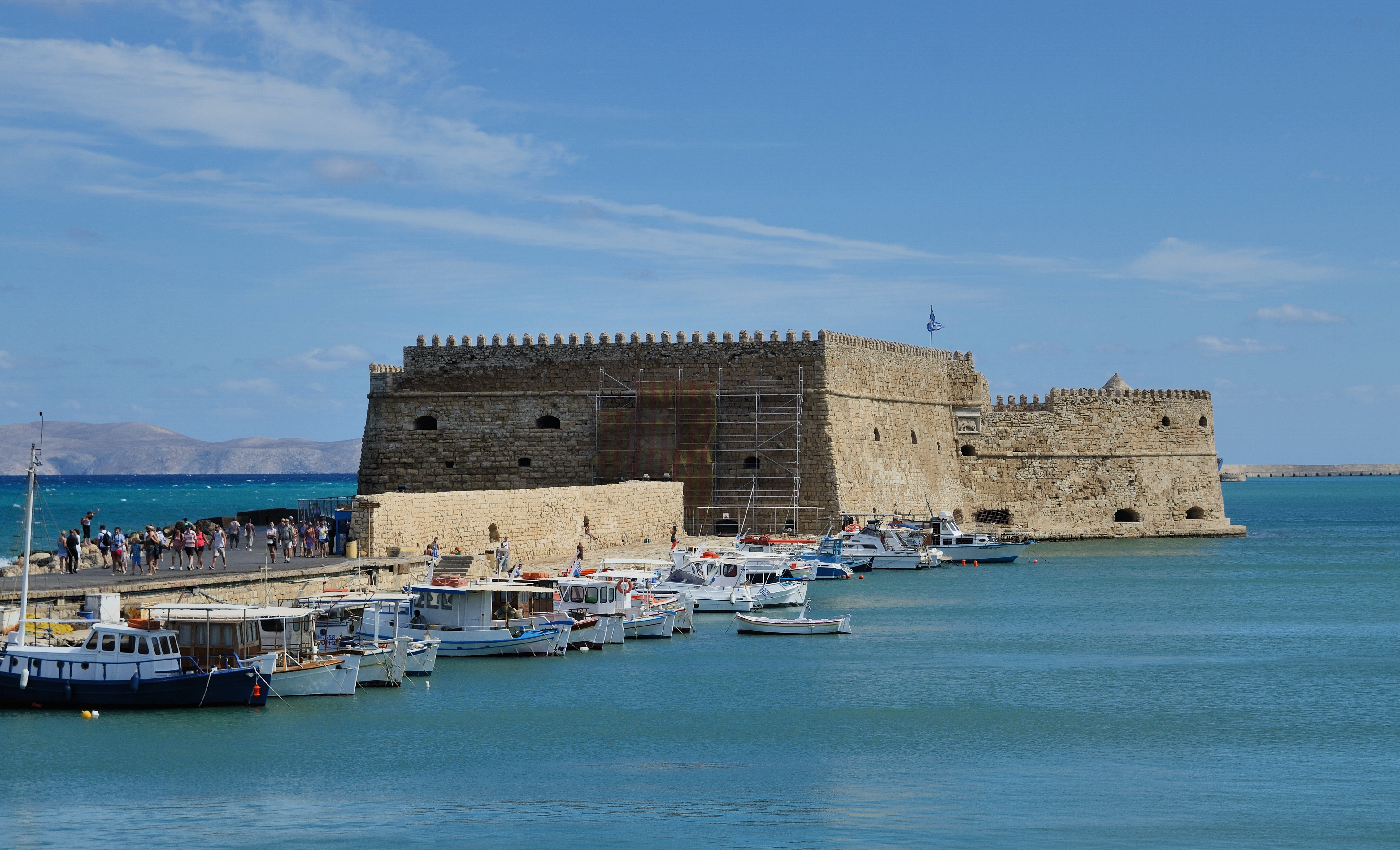
ヘラクリオンの要塞
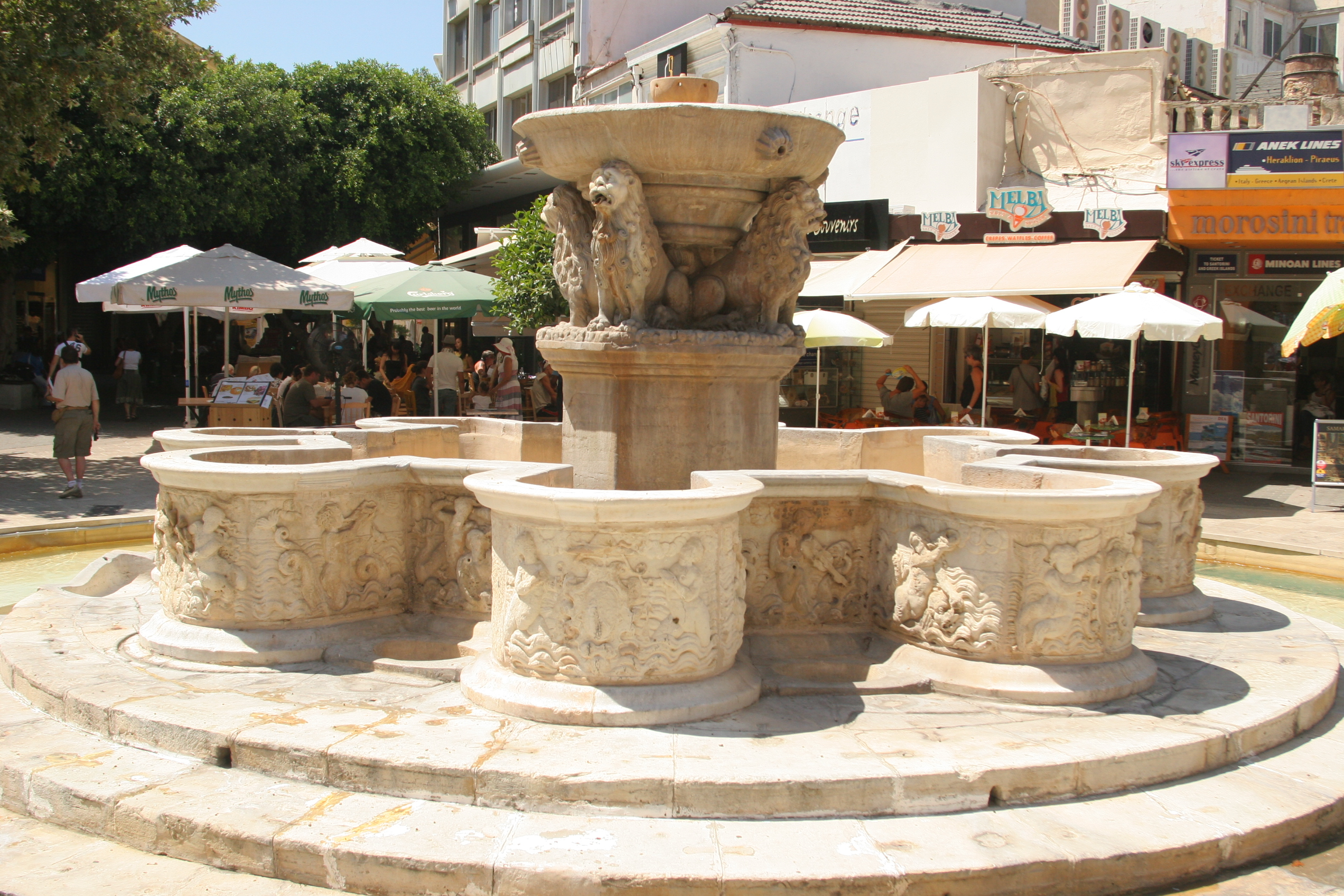
モロシーニの泉、ヘラクリオン